# Jean-Baptiste Bénard de la Harpe
Pour les articles homonymes, voir La Harpe.
Jean-Baptiste Bénard de la Harpe (Saint-Malo, 26 septembre 1683 - Saint-Malo, 26 septembre 1765) est un explorateur français crédité de la découverte de Little Rock dans l'Arkansas.

## Biographie
Officier de cavalerie dans l'armée de Philippe V d'Espagne, il travaille comme négociant au Pérou et décide de partir pour l'Amérique du Nord après des difficultés matrimoniales.
Il arrive ainsi le 27 août 1718 à Dauphin Island (Dolphin Island) et parvient à La Nouvelle-Orléans fin 1718 où il s'installe comme négociant.
En avril 1719, il fonde le Fort Saint-Louis de Cadocachos (Fort Breton) et explore en 1719 le territoire des Comanches vers la Canadian River. Rentré à La Nouvelle-Orléans en janvier 1720, malade, il regagne la France avant de revenir en Amérique en novembre 1720.
Parti installer un fort à Saint-Bernard, il découvre involontairement la baie de Galveston. En mars 1722, il découvre deux formations rocheuse sur la rive sud de l'Arkansas. Il nomme la plus petite La Petite Roche et l'autre La Grande Roche. Il s'agit du lieu aujourd'hui connu sous le nom de Little Rock. Il établit un poste de traite près de la petite formation rocheuse car un groupe d'Indiens Quapaws y vivait.
Démis de son mandat par la Compagnie des Indes, il rentre en France en 1723.

## Œuvres

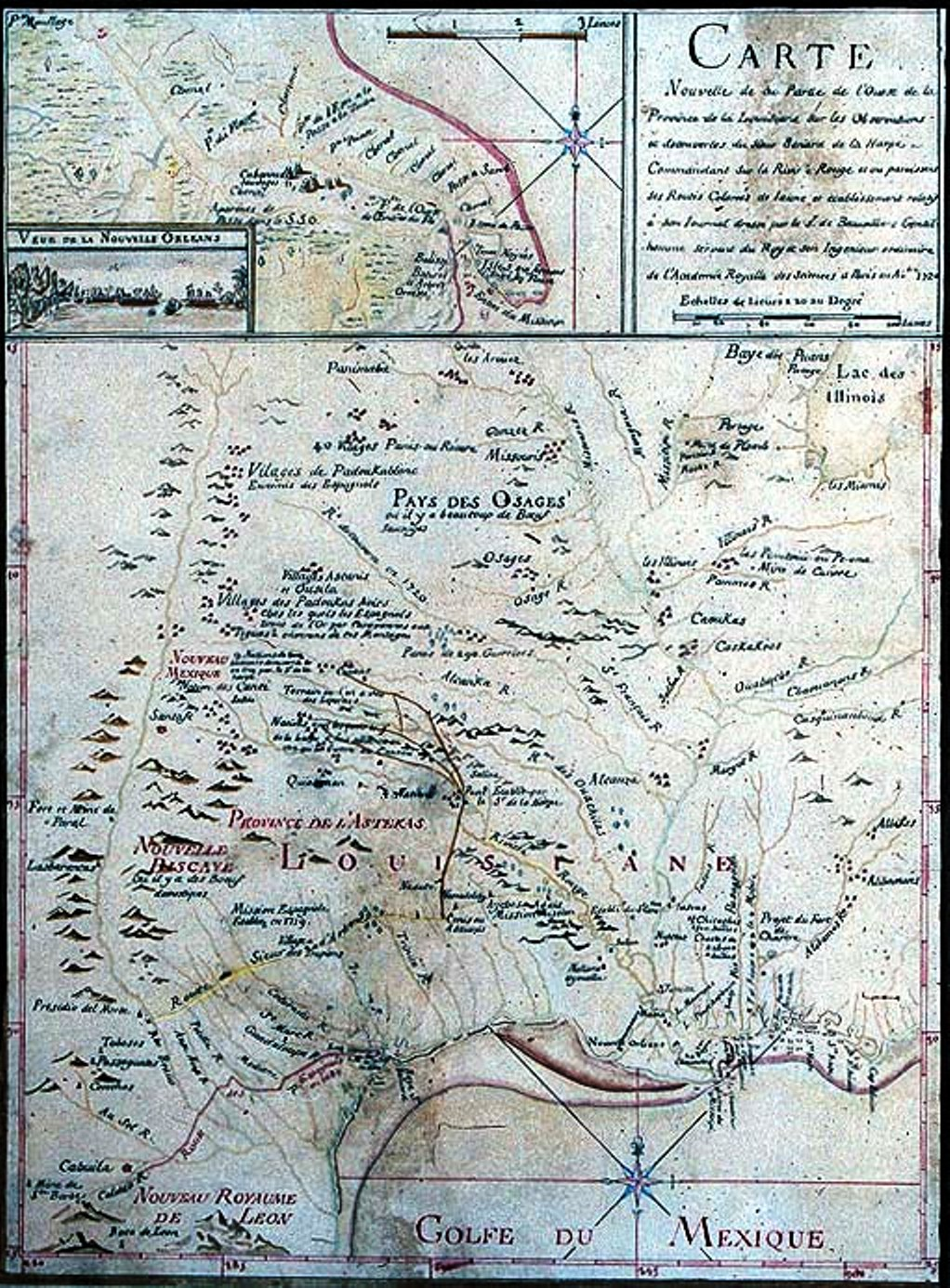
Carte nouvelle de la partie de l'ouest de la Province de la Louisiane sur les observations et decouvertes du Sieur Benard de la Harpe

- Journal historique de l'établissement des Français à la Louisiane ; Jean Baptiste Bénard de La Harpe ; Nouvelle-Orléans : A.-L. Boimare, 1831. (OCLC 15042608)
- Carte nouvelle de la partie de l'ouest de la Province de la Louisiane sur les observations et decouvertes du Sieur Benard de la Harpe ; Jean Baptiste Bénard de La Harpe;  Carl I Wheat; Washington : Map Division, Library of Congress, 1913. (OCLC 38763887)

## Hommage
Deux villes portent son nom aux États-Unis : La Harpe, dans l'État de l'Illinois et La Harpe, dans l'État du Kansas.